# Gorch-Fock-Wall

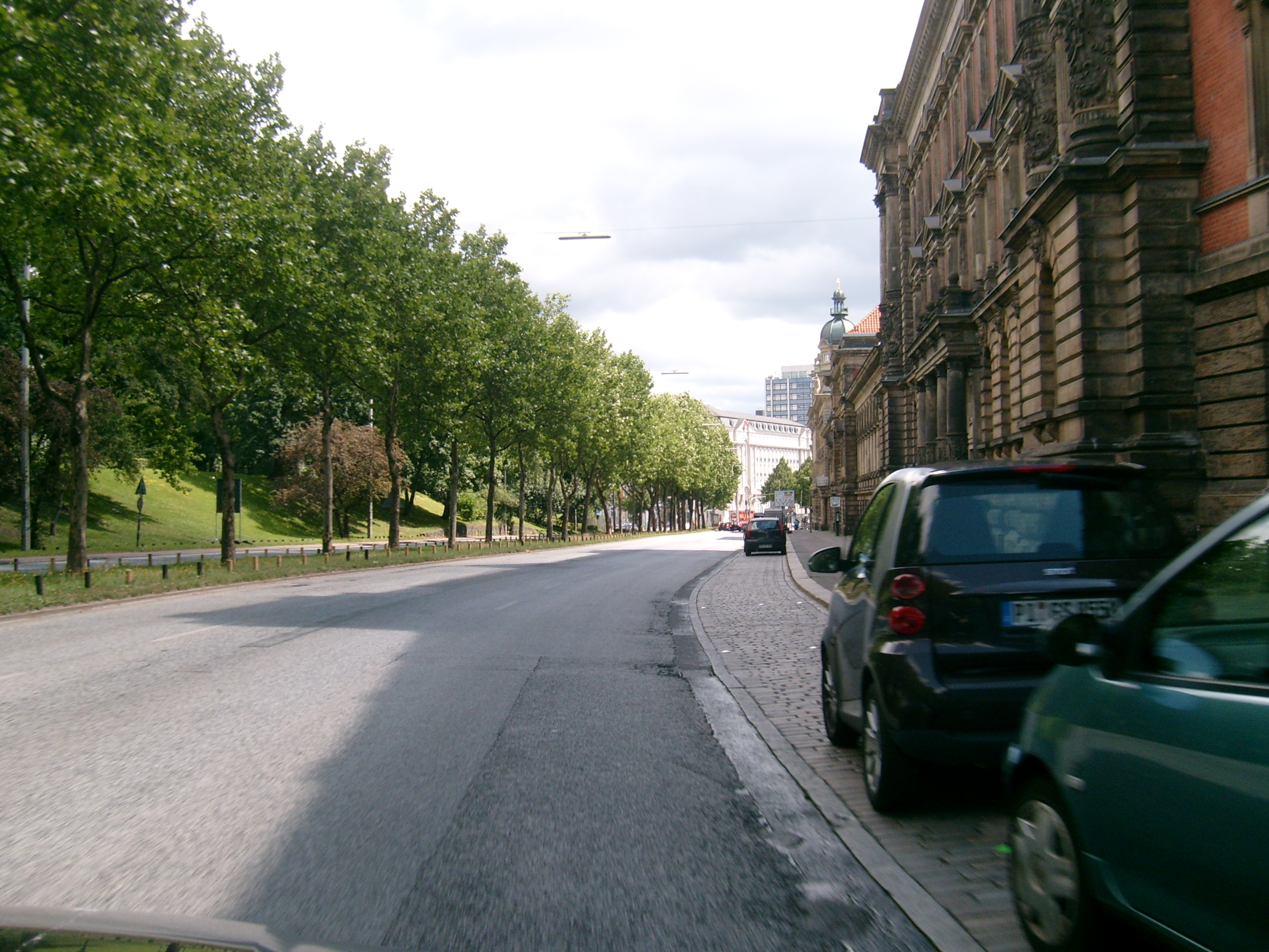
Gorch-Fock-Wall in Richtung Stephansplatz: links Planten un Blomen, rechts sogenannte „Reichsfolgebauten“

Der Gorch-Fock-Wall (bis 1925 Ringstraße, 1925–33 Friedrich-Ebert-Straße, seit 1933 benannt nach dem Dichter Gorch Fock) ist eine rund 700 Meter lange Innerortsstraße im Stadtteil Hamburg-Neustadt. Als Teil des historischen Wallrings (Ring 1) um die Hamburger Innenstadt gehört er zum Hauptverkehrsstraßennetz von Hamburg und trägt die amtliche Schlüsselnummer G172.
Die Straße verläuft am nordwestlichen Rand der Innenstadt vom Stephansplatz⊙ in einem weiten Bogen zunächst in westlicher, später südwestlicher Richtung bis zum Johannes-Brahms-Platz⊙ und steigt dabei um rund elf Meter an. Sie ist durchgängig vier- bis sechsstreifig ausgebaut und hat einen mit Platanen bepflanzten Mittelstreifen. Nur die Innenseite ist bebaut, die Außenseite wird vollständig von der Parkanlage Planten un Blomen gesäumt. Etwa auf halbem Wege quert die Jungiusstraße den Gorch-Fock-Wall.

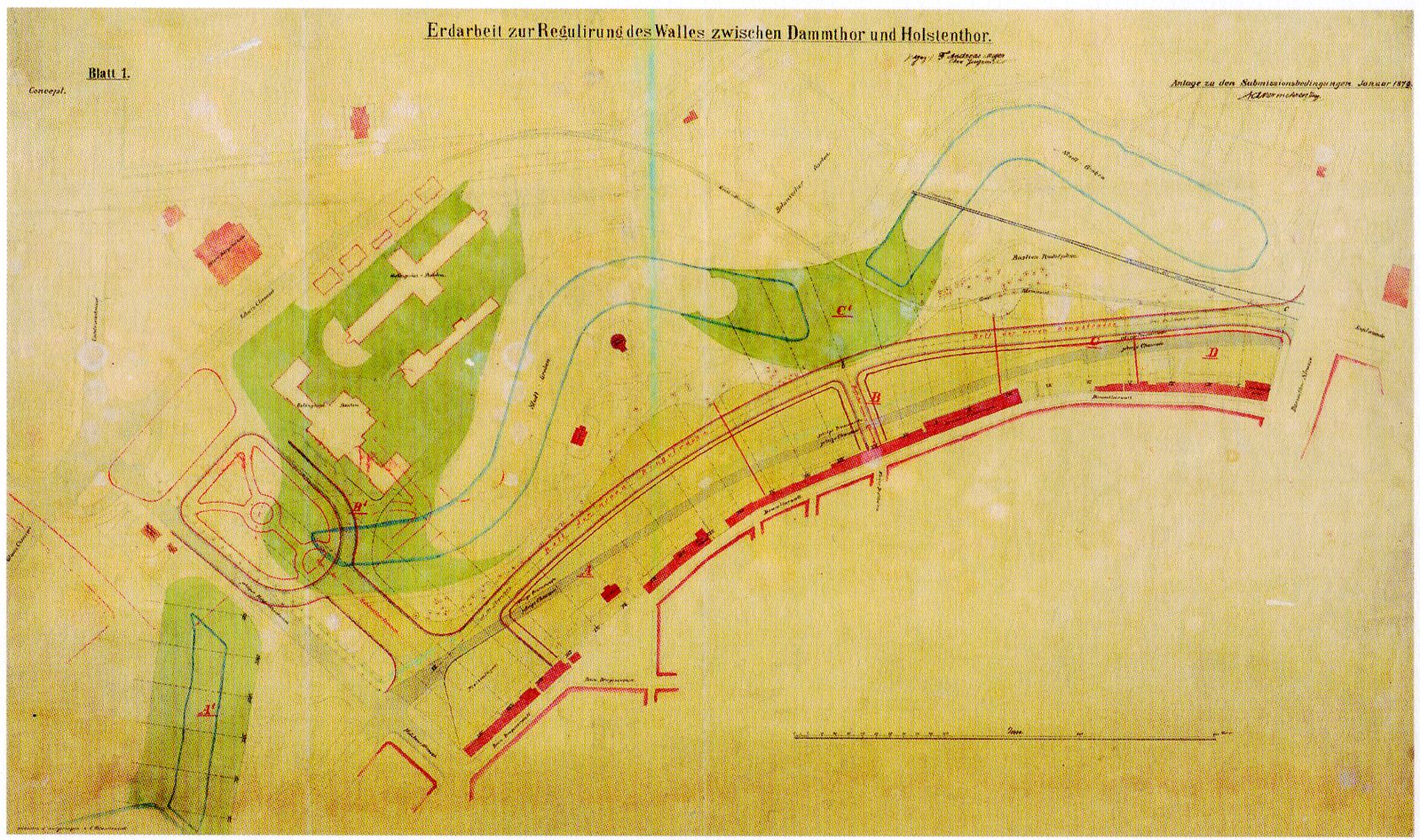
Plan für die neue „Ringstraße“ zwischen Damm- und Holstentor (1879)

Geplant und angelegt wurde die Straße ab 1879 im Zuge der „Wallregulierung“ durch Oberingenieur Franz Andreas Meyer zusammen mit dem angrenzenden Justizforum am Sievekingplatz. Der einstige Festungswall aus dem 17. Jahrhundert war bereits in den 1820er Jahren „entfestigt“ und nach Plänen Isaak Altmann in eine Parkanlage mit breiten Reit- und Flanierwegen umgewandelt worden. 1859 wurde für den wachsenden Verkehr in die Vorstädte das Holstentor als zusätzlicher Ausgang geschaffen, und Meyer schlug nun zur weiteren Entlastung den Bau einer Ringstraße nach Wiener Vorbild vor. Dazu wurden die wallseitigen Grundstücke des parallel verlaufenden Dammtorwalls aufgekauft und abgerissen, um Platz für neue, bis zu 55 Meter tiefe Baublöcke sowie einen angrenzenden neuen Fahrweg auf dem ehemaligen Wall zu schaffen. Der Wall selbst wurde weitgehend abgetragen und das dabei gewonnene Erdreich zur Aufschüttung breiter Dämme durch den Wallgraben im Bereich Jungiusstraße und des heutigen Sievekingplatzes genutzt.
Bebaut wurde die neue Ringstraße mit sogenannten „Reichsfolgebauten“, die verschiedene Behörden des 1871 neugegründeten Kaiserreiches aufnahmen (Oberpostdirektion mit angeschlossenem Telegrafenamt, Generalzolldirektion, Behörde für das Versicherungswesen). Die 1908 eröffnete Laeiszhalle rundet das Ensemble nach Süden hin ab.

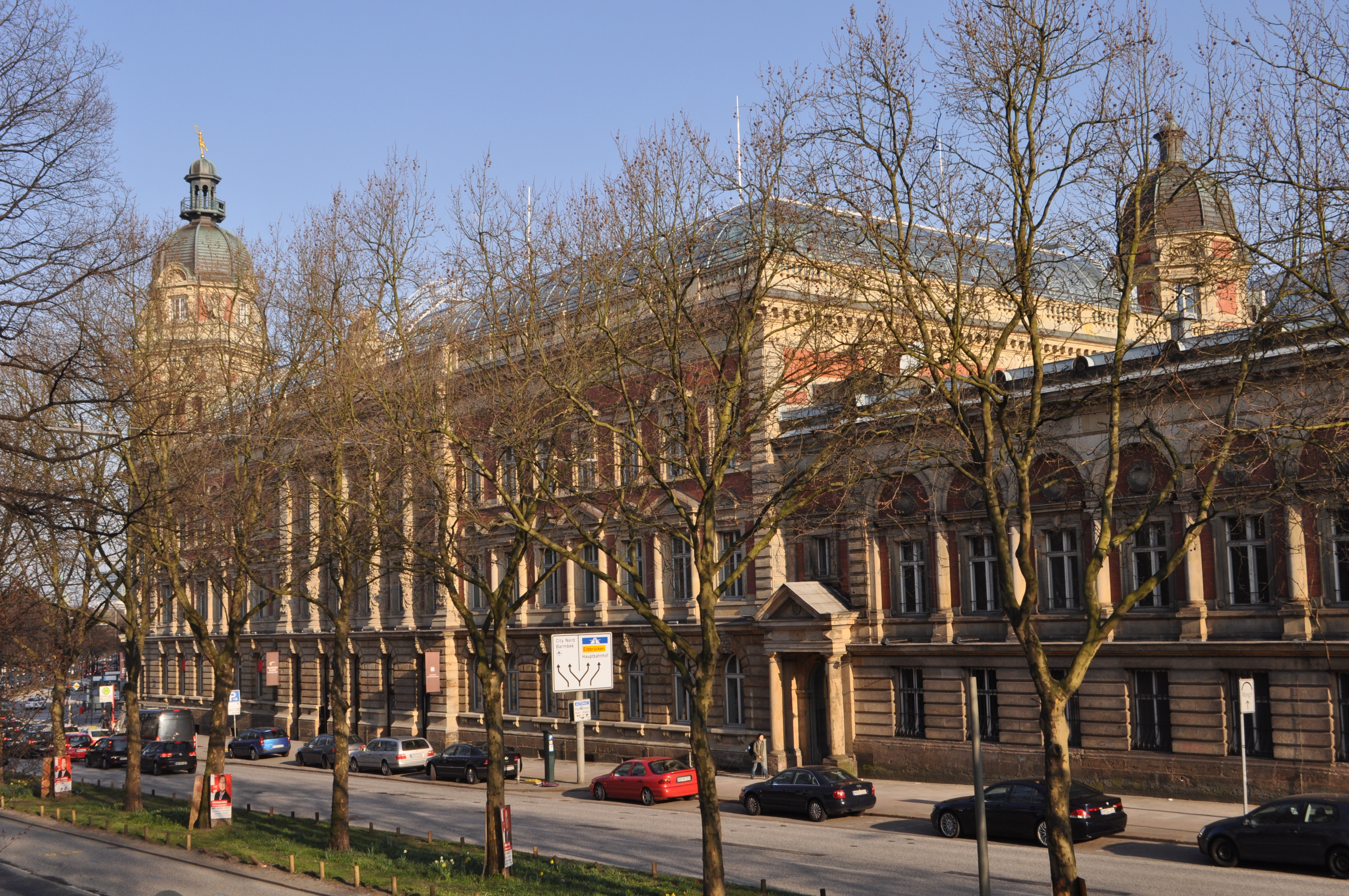
Nr. 1–3: Alte Oberpostdirektion
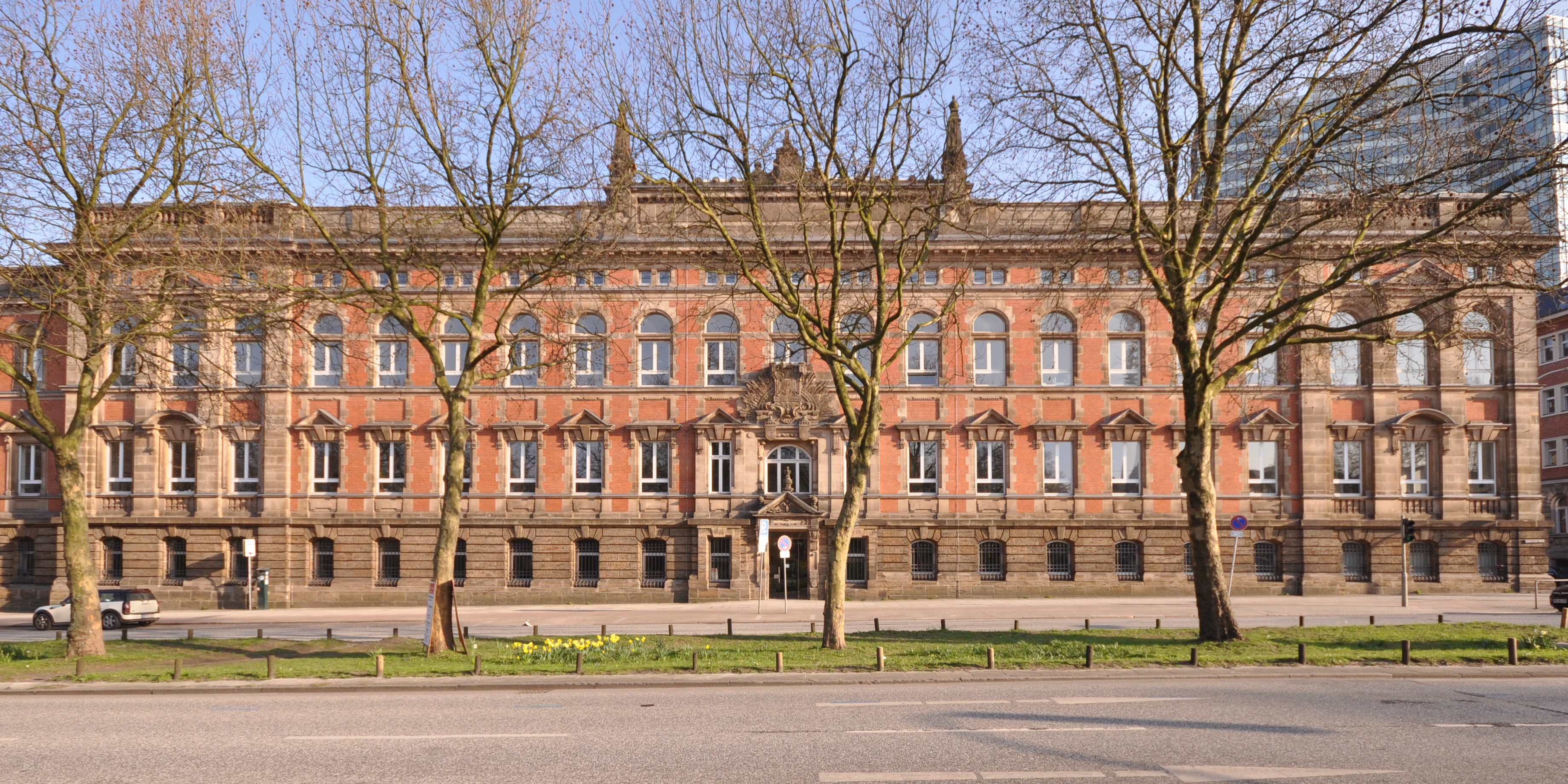
Nr. 7: ehem. Telegrafenamt, heute Universitätsinstitute
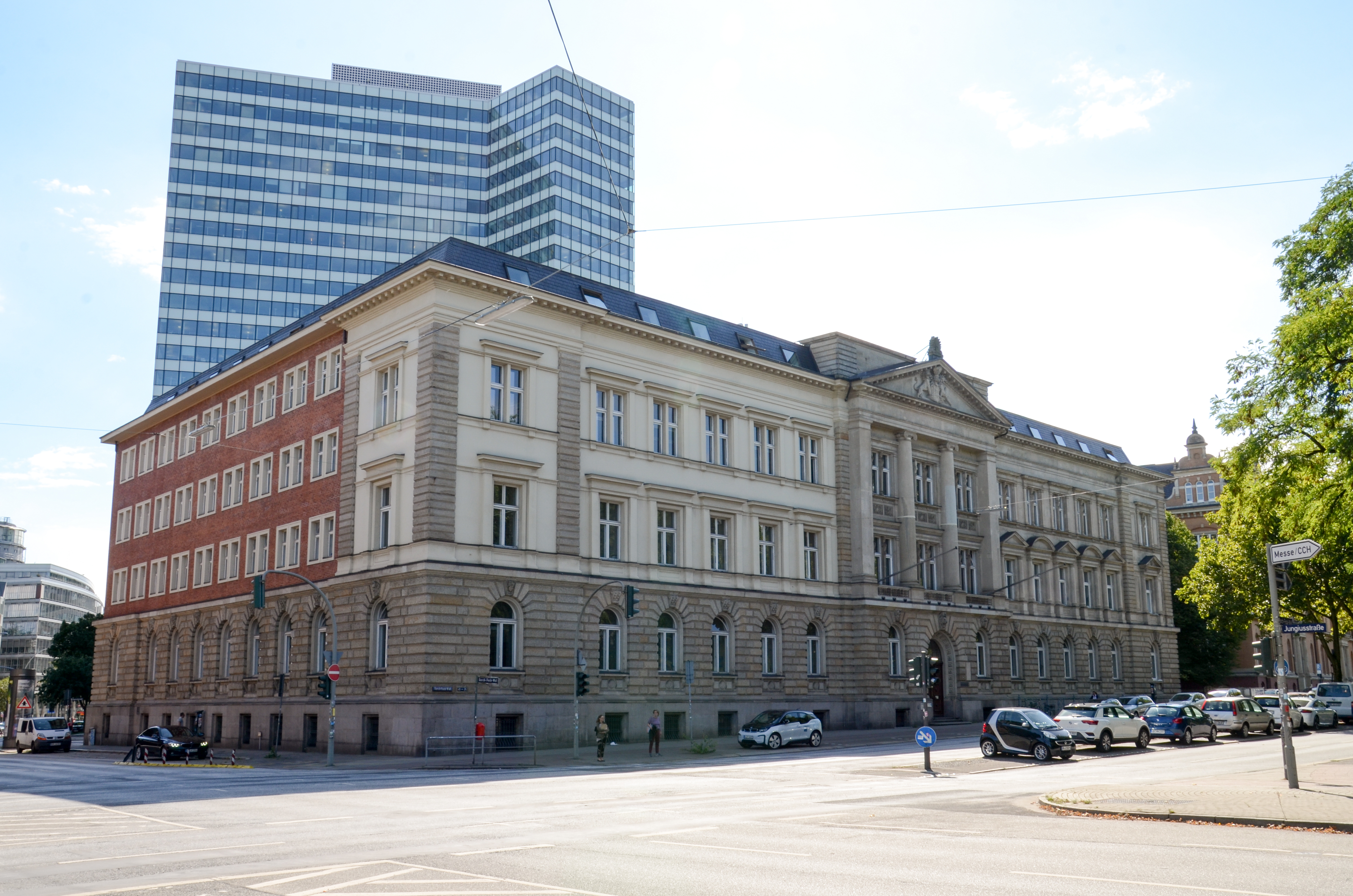
Nr. 11: ehem. Generalzolldirektion, heute Finanzamt
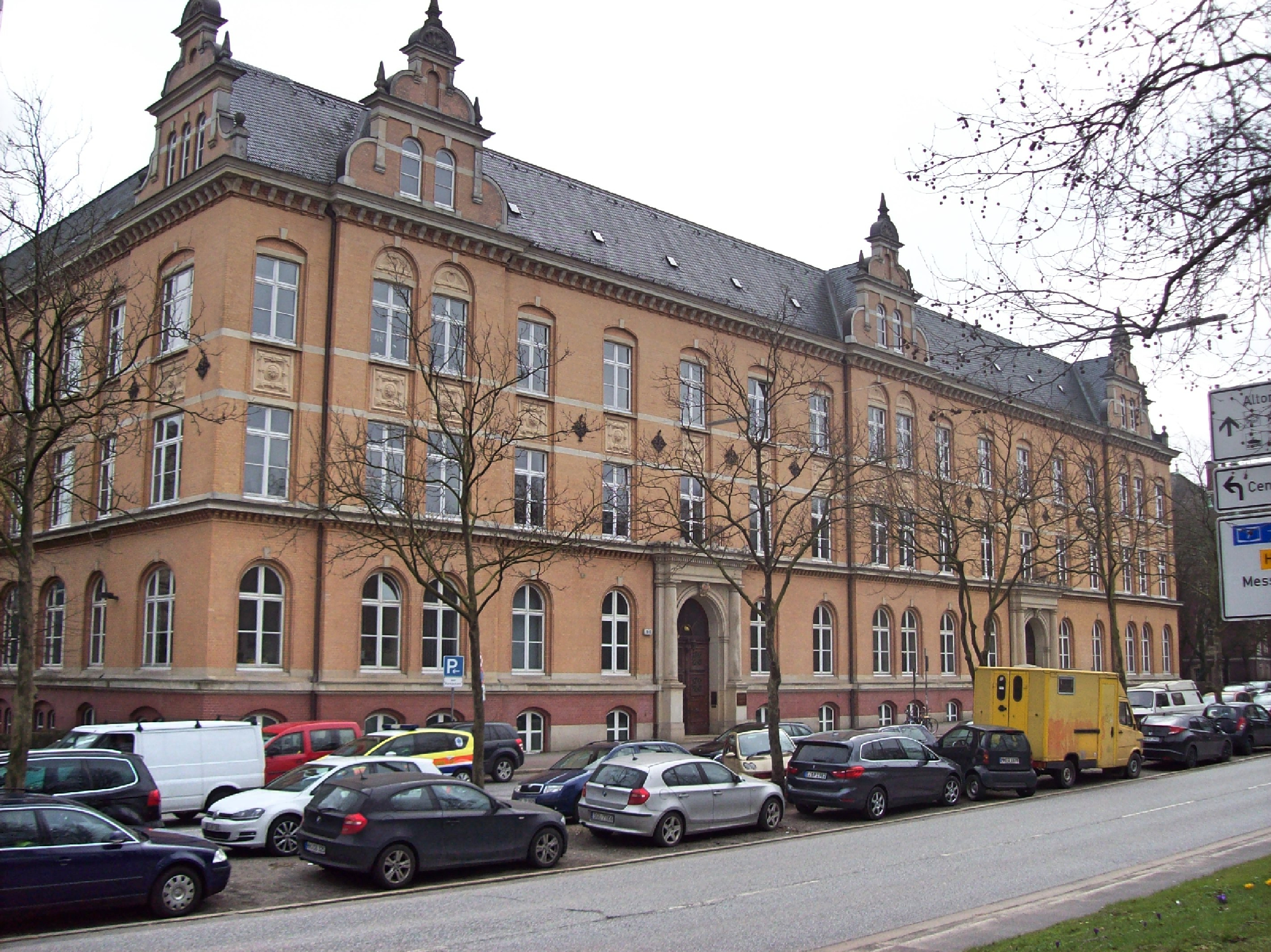
Nr. 15: ehem. Versicherungsbehörde, heute Staatsanwaltschaft
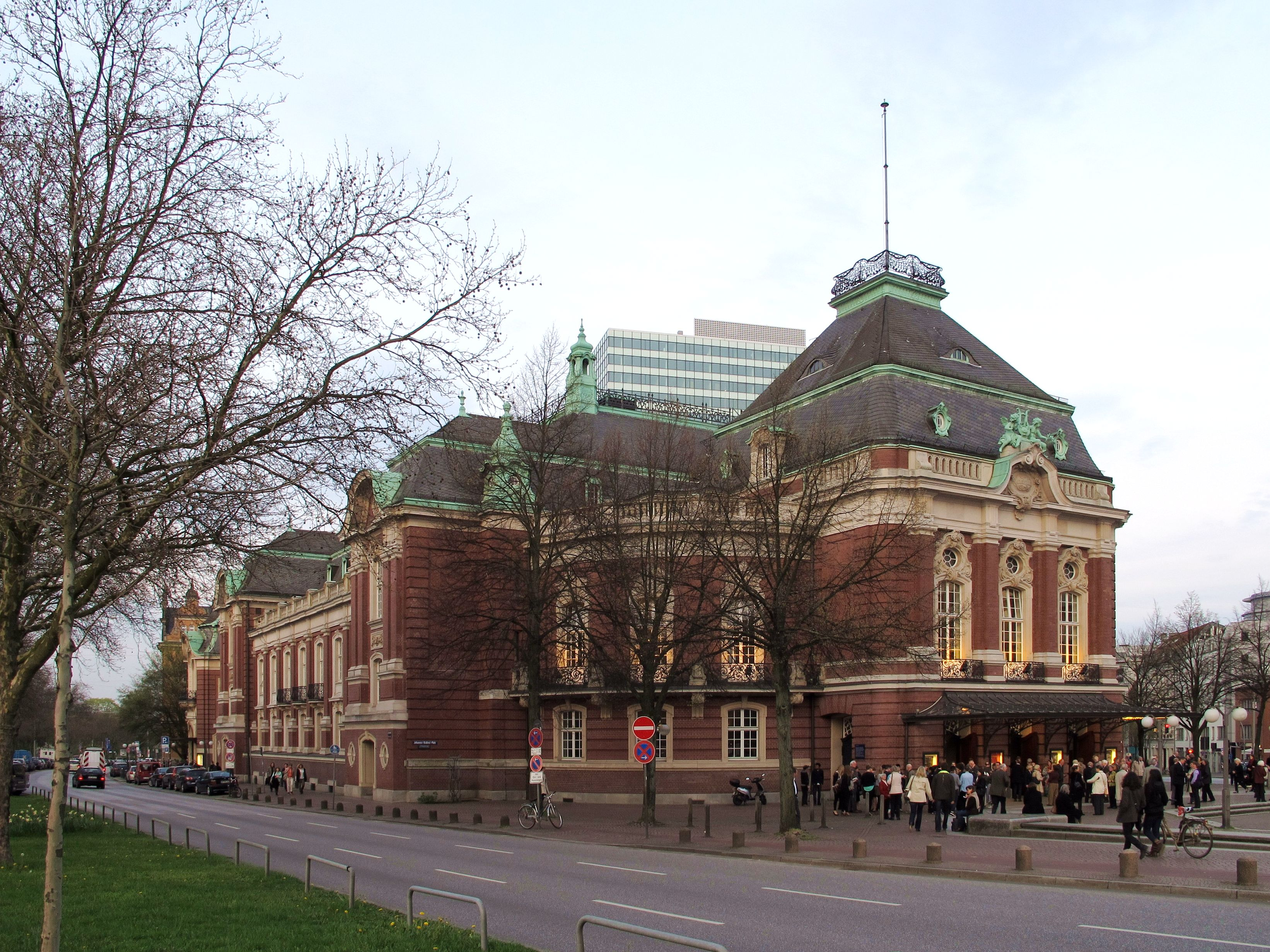
Nr. 21: Laeiszhalle, links der Gorch-Fock-Wall